# Обсада на Константинопол (626)

## Предистория
Персите нанасят удар по столицата, възползвайки се от отсъствието на Ираклий.

## Обсадата
Докато византийска армия е на поход в Армения, персите пристагат край Константинопол от Мала Азия (Халкедон), а от Тракия града обсаждат авари, славяни и прабългари.
Войската на Аварския хаганат пристига при града на 29 юни и започват да се готвят за щурм на добре укрепения град.

## Описание на щурма в Пасхалната хроника
| „ | „... През деня, било 31 юли, хаганът се появил, готов за бой... Там той разположил своите огромни тълпи, а от другия участък от стените поставил славяните така, както било видно за гражданите. Сражението продължило от зори и до 11 часа, като в първите редици се били пешите лековъоръжени славяни, а във втората пеши тежковъоръжени. Нощем техните еднодръвки безуспешно се опитвали да измамят бдителността на нашите стражи и се опитвали да преплуват до персите – ромеите претопили и изколили всички намиращи се в тях славяни... Другите славяни, малко от които плавайки се добрали до това място, където бил лагерът на безбожния хаган, били убити по негова заповед. Благодарение на появата на нашата велика Богородица, хаганът в мига претърпял поражение по море... След това той се върнал в своя лагер... разрушил насипите и счупил обсадните кули... Но някои твърдят, че цялата работа е при славяните, които виждайки ставащото, снели обсадата и се оттеглили, но затова проклетият хаган си тръгнал заедно с тях. | “ |

## Последствия
След поражението на аварите част от славянските племена се освободили от аварска власт.